# Lubomierz (stacja kolejowa)
Lubomierz – zamknięta w 1992 i zlikwidowana w sierpniu 2013 stacja kolejowa w Lubomierzu, w Polsce. Stacja ta została oddana do użytku 15 października 1885 wraz z budową linii z Gryfowa Śląskiego do Lwówka Śląskiego.

## Położenie
Stacja była położona w północnej części Lubomierza, przy ul. Majowej, ok. 1,3 km od Placu Wolności. Administracyjnie znajdowała się ona w województwie dolnośląskim, w powiecie lwóweckim, w gminie Lubomierz.
Stacja była zlokalizowana na wysokości 350 m n.p.m.

## Historia

### Do 1945
Powstanie linii kolejowej między Lwówkiem Śląskim a Gryfowem Śląskim, a wraz z tym omawianej stacji było spowodowane likwidacją jednostki wojskowej w Lwówku Śląskim, ponieważ linia ta stanowiła rekompensatę za jej likwidację. Pierwszy odcinek tej linii przechodził przez Lubomierz i łączył Lwówek Śląski z Gryfowem Śląskim, który otwarto 15 października 1885.

### Lata powojenne
Po 1945 cała infrastruktura kolejowa na stacji przeszła w zarząd Polskich Kolei Państwowych. W latach 50. XX w. dokonano pierwszych prób likwidacji połączeń biegnących przez Lubomierz. W listopadzie 1950 zlikwidowano połączenie kolejowe do Świeradowa Zdroju. Z tego powodu Prezydium Powiatowej Rady Narodowej w Lwówku Śląskim zwróciło się do DOKP we Wrocławiu o wznowienie ruchu, co ostatecznie udało się osiągnąć. Mimo tego w późniejszym czasie częściowo zlikwidowano to połączenie – w 1983 zawieszono kursowanie połączeń pasażerskich na odcinku Gryfów Śląski – Lwówek Śląski, a w 1996 zlikwidowano odcinek Lwówek Śląski – Lubomierz.
W połowie 2009 powstał projekt Starostwa Powiatowego w Lwówku Śląskim odnośnie do rewitalizacji linii kolejowej Lubomierz – Gryfów Śląski – Mirsk – Świeradów-Zdrój, w którym planowano m.in. przejęcie oraz urządzenie na dworcu powiatowej sieci wypożyczalni rowerów, która działałaby wraz z innymi przejętymi dworcami. Nie doszło do realizacji tego projektu ze względu na wysokie koszty całego przedsięwzięcia.

## Linie kolejowe
Lubomierz był 18. punktem eksploatacyjnym na dawnej linii kolejowej nr 284 Legnica – Pobiedna (64,532 km).
Pierwotny układ torowy stacji to tor główny zasadniczy, tor główny dodatkowy i tor boczny ładunkowy.

## Infrastruktura
Dawna stacja pierwotnie posiadała:
- dworzec kolejowy z magazynem i nastawnią (rozbudowany po II wojnie światowej),
- 2 perony,
- wc,
- budynek gospodarczy,
- plac ładunkowy i rampę boczno-czołową,
- skrajnik,
- wagę wagonową,
- semafory kształtowe (zdemontowane).

## Połączenia
| Okres   | Stacja docelowa                                | Liczba połączeń | Źródło |
| ------- | ---------------------------------------------- | --------------- | ------ |
| 1970/71 | Świeradów Zdrój Legnica Jelenia Góra Złotoryja | 5 3 1           | [ 9 ]  |
| 1980/81 | Świeradów Zdrój Legnica Jelenia Góra Złotoryja | 4 2 1           | [ 10 ] |